# RMS Umbria
RMS Umbria – siostrzany parowiec RMS "Etruria". Została zbudowana przez stocznię John Elder & Co z Glasgow. Zdobyła Błękitną Wstęgę Atlantyku w 1887 roku. Wyróżniały ją trzy wielkie maszty. Przemierzała trasę Liverpool-Nowy Jork. 26 marca 1886 roku "Umbria", jak i "Etruria" zostały zarekwirowane dla potrzeb brytyjskiej Admiracji. We wrześniu tego samego roku rozpoczęła ponownie rejsy transatlantyckie. Jej ostatni rejs rozpoczął się 12 lutego 1910 roku, a już 4 marca tego roku rozpoczęto demontaż statku. Następczyniami "Umbrii" i "Etrurii" były RMS "Lucania" i RMS "Campania".